# Río Chico (Río Negro)
Río Chico es una localidad y comisión de fomento del Departamento Ñorquincó, en el sudoeste de la provincia de Río Negro, Argentina. 
Posee una estación ferroviaria llamada Cerro Mesa, del Viejo Expreso Patagónico más conocida como La Trochita.
Una de las actividades económicas principales es la recolección de los llamados "frutos del país": crianceros; lana ovina y caprina; cueros; aves de corral; pesca de salmónidos y truchas; y caza de fauna autóctona, estas últimas con el permiso otorgado por las autoridades locales.

## Ubicación
Localidad ubicada a unos 51 km de Ñorquinco y a 116 km de Ingeniero Jacobacci.

## Población
Contó con 282 habitantes (Indec, 2010), lo que representó un descenso del 24% frente a los 375 habitantes (Indec, 2001) del censo anterior.
El censo 2022 arrojó 196 viviendas con una población estable de 367 habitantes en la comisión de fomento.
| Gráfica de evolución demográfica de Río Chico entre 1991 y 2022 |
|                                                                 |
| Fuente: Censos nacionales del INDEC                             |

 rancio

## Clima
Como todo el departamento, el clima de Río Chico es de frío extremo con inviernos muy prolongados y veranos suaves. La temperatura mínima absoluta para el periodo 1976 al 2009 es de -23 °C bajo cero.[cita requerida]
| Parámetros climáticos promedio de Río Chico                                  | Parámetros climáticos promedio de Río Chico | Parámetros climáticos promedio de Río Chico | Parámetros climáticos promedio de Río Chico | Parámetros climáticos promedio de Río Chico | Parámetros climáticos promedio de Río Chico | Parámetros climáticos promedio de Río Chico | Parámetros climáticos promedio de Río Chico | Parámetros climáticos promedio de Río Chico | Parámetros climáticos promedio de Río Chico | Parámetros climáticos promedio de Río Chico | Parámetros climáticos promedio de Río Chico | Parámetros climáticos promedio de Río Chico | Parámetros climáticos promedio de Río Chico |
| Mes                                                                          | Ene.                                        | Feb.                                        | Mar.                                        | Abr.                                        | May.                                        | Jun.                                        | Jul.                                        | Ago.                                        | Sep.                                        | Oct.                                        | Nov.                                        | Dic.                                        | Anual                                       |
| ---------------------------------------------------------------------------- | ------------------------------------------- | ------------------------------------------- | ------------------------------------------- | ------------------------------------------- | ------------------------------------------- | ------------------------------------------- | ------------------------------------------- | ------------------------------------------- | ------------------------------------------- | ------------------------------------------- | ------------------------------------------- | ------------------------------------------- | ------------------------------------------- |
| Temp. máx. abs. (°C)                                                         | 35.00                                       | 38.00                                       | 34.00                                       | 28.00                                       | 23.00                                       | 22.00                                       | 18.00                                       | 23.00                                       | 25.00                                       | 29.00                                       | 32.00                                       | 33.00                                       | '                                           |
| Temp. máx. media (°C)                                                        | 24.75                                       | 24.34                                       | 21.09                                       | 15.95                                       | 11.72                                       | 8.69                                        | 7.79                                        | 9.26                                        | 12.17                                       | 15.13                                       | 18.77                                       | 22.43                                       | 16                                          |
| Temp. media (°C)                                                             | 16.89                                       | 16.45                                       | 14.11                                       | 9.40                                        | 6.32                                        | 3.67                                        | 3.13                                        | 4.22                                        | 6.24                                        | 8.70                                        | 11.66                                       | 14.76                                       | 9.6                                         |
| Temp. mín. media (°C)                                                        | 7.96                                        | 7.07                                        | 4.96                                        | 2.05                                        | -0.05                                       | -1.94                                       | -1.96                                       | -1.59                                       | -0.68                                       | 1.32                                        | 3.40                                        | 5.74                                        | 2.2                                         |
| Temp. mín. abs. (°C)                                                         | -6                                          | -8                                          | -8                                          | -13                                         | -20                                         | -21                                         | -23                                         | -14                                         | -19.5                                       | -13                                         | -8                                          | -5                                          | '                                           |
| Precipitación total (mm)                                                     | 5.72                                        | 11.33                                       | 10.37                                       | 14.11                                       | 20.35                                       | 18.38                                       | 11.83                                       | 8.91                                        | 8.00                                        | 9.34                                        | 6.69                                        | 10.28                                       | 135.3                                       |
| Fuente: DPA Río Chico: Datos climáticos Periodo 1976 -2009 Periodo 1976-2009 |                                             |                                             |                                             |                                             |                                             |                                             |                                             |                                             |                                             |                                             |                                             |                                             |                                             |

## Cerro Mesa
El cerro Mesa, da nombre a la estación de la trocha angosta en el paraje de Río Chico, recorrido que comienza en Ingeniero Jacobacci y termina en El Maitén. Actualmente funciona una vez al año, de uso turístico.
Desde el cierre del ramal original en 1996, subsisten problemas de conectividad que provocan una disminución en la cantidad de habitantes. Asimismo permanecen cautivos por la falta de servicios esenciales como rutas pavimentadas que lleven a la localidad; una estafeta para enviar piezas postales, encomiendas, pago de impuestos y servicios; antenas para telefonía móvil, etcétera.
La base del cerro se encuentra a 1300 m s. n. m. y la cima a 1520 m s. n. m. Como toda meseta es difícil su ascenso por sus caras lisas en casi todo su perímetro, hay que bordearlo hasta encontrar una abertura natural que permite el acceso a la cima, la misma abertura fue utilizada mucho tiempo antes por los Mapuches que habitaban en las cavernas naturales en la base del cerro.

## Fiesta de las Artesanías y el Río
La localidad es sede de la Fiesta de las Artesanías y el Río. Una de las actividades principales son los trabajos en lana y cuero, como también la celebración de competencias deportivas y concursos afines.